# Cussey-sur-l'Ognon
Cussey-sur-l'Ognon är en kommun i departementet Doubs i regionen Bourgogne-Franche-Comté i östra Frankrike. Kommunen ligger i kantonen Marchaux som tillhör arrondissementet Besançon. År 2022 hade Cussey-sur-l'Ognon 1 049 invånare.

## Befolkningsutveckling
Antalet invånare i kommunen Cussey-sur-l'Ognon
Referens:INSEE